# سکه شام
سکه‌شام (به لاتین: Səkəşam) یک منطقه مسکونی در جمهوری آذربایجان است که در شهرستان آستارا و در دهیاری سیاه‌توک واقع شده است.

## ریشه واژه
سکه در اصل همان سکنه در زبان فارسی است و شام در ترکی قدیم به‌معنای جای مرتفع است.